# Rolle azuré
Eurystomus azureus
Espèce
Statut de conservation UICN

 NT  : Quasi menacé
Le Rolle azuré (Eurystomus azureus) est une espèce d'oiseaux appartenant à la famille des Coraciidae.

## Répartition
Il est endémique aux Moluques du Nord en Indonésie. On le trouve sur les îles de Halmahera, Ternate, Tidore, Kasiruta et Bacan.